# Izabella Effenberg

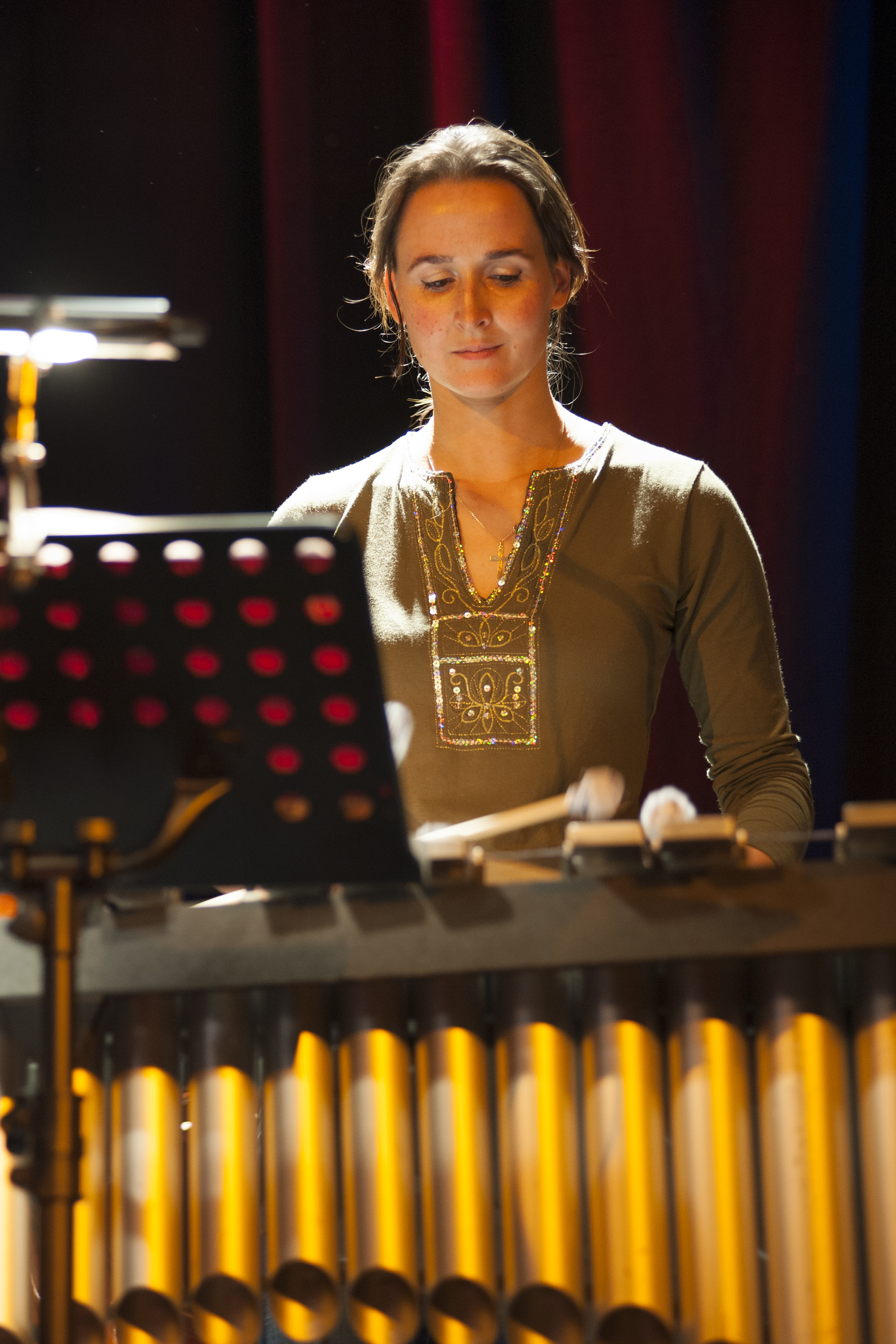
Izabella Effenberg, Nürnberg (2009)

Izabella Effenberg (* 1977 in Poznań) ist eine polnische Jazzmusikerin (Vibraphon, auch Array-Mbira, Crotales, Glasharfe, Steel Pan sowie Waterphone, Komposition) und ehemalige Karatekämpferin.

## Leben und Wirken
Effenberg wuchs als Tochter einer Archäologin und eines Big-Band-Musikers auf. Als Schülerin lernte sie zunächst Klavier und wechselte dann zum klassischen Schlagwerk. Sie studierte zunächst fünf Jahre lang in Polen an den Musikhochschulen in Posen und Danzig klassisches Schlagwerk bis zum Diplom. Daneben war sie erfolgreich im Karatesport. 2007 begann sie ein Jazzstudium bei Bill Molenhof an der Musikhochschule Nürnberg; dort absolvierte sie 2012 den Masterstudiengang Jazz Mallets bei Roland Neffe.
Als Vibraphonistin arbeitete Effenberg u. a. mit Maike Hilbig, Béatrice Kahl, Tony Lakatos, Peter Fulda (CD Henselt heute 2015), Nippy Noya, Leszek Zadlo, Thilo Wolf, Norbert Nagel, Christian Diener, Steffen Schorn, Yumi Ito (Stardust Crystals 2020), Christoph Huber, Werner Treiber, Jelena Jurajewa, Lindy Huppertsberg, Sebastian Strempel oder Jan Lundgren. Daneben hat sie in den letzten Jahren verstärkt angefangen für verschiedene Besetzungen zu komponieren und zu arrangieren, zunächst vor allem für das Trio A-Band, das sie mit dem Marimbaphonisten und Perkussionisten Pawel Czubatka leitete, ihr Quintett und ein Tentett. Ihre Komposition „Teges“ war 2014 im Finale des internationalen Wettbewerbs für Jazzkomposition im Rahmen des Jazzfestivals von Katowice. Ihr Doppelalbum Impressions in Colours entstand in wechselnden Besetzungen.
Gemeinsam mit Volker Heuken organisierte sie seit 2014 das Vibraphon-Festival „Vibraphonissimo“ in Nürnberg/Fürth.

## Erfolge als Karatekämpferin
Im Shōtōkankarate hat Effenberg den schwarzen Dan erworben. Als Mitglied des Polnischen Karate-Sportbundes nahm sie an zahlreichen polnischen und europäischen Wettkämpfen erfolgreich teil: Sie war achtmal polnische Meisterin, erhielt bei der Europameisterschaft 1999 eine Silbermedaille.

## Preise und Auszeichnungen als Musikerin
Effenberg hat bereits während des Studiums in Polen und Deutschland Preise bei verschiedenen Wettbewerben (Bruno Rother Jazzwettbewerb in Nürnberg, Pinneberg Jazz Festival, Fama Festival in Polen, Mozart Verein in Nürnberg) erhalten.
2018 erhielt sie den Kulturpreis der Stadt Nürnberg.

## Diskographische Hinweise

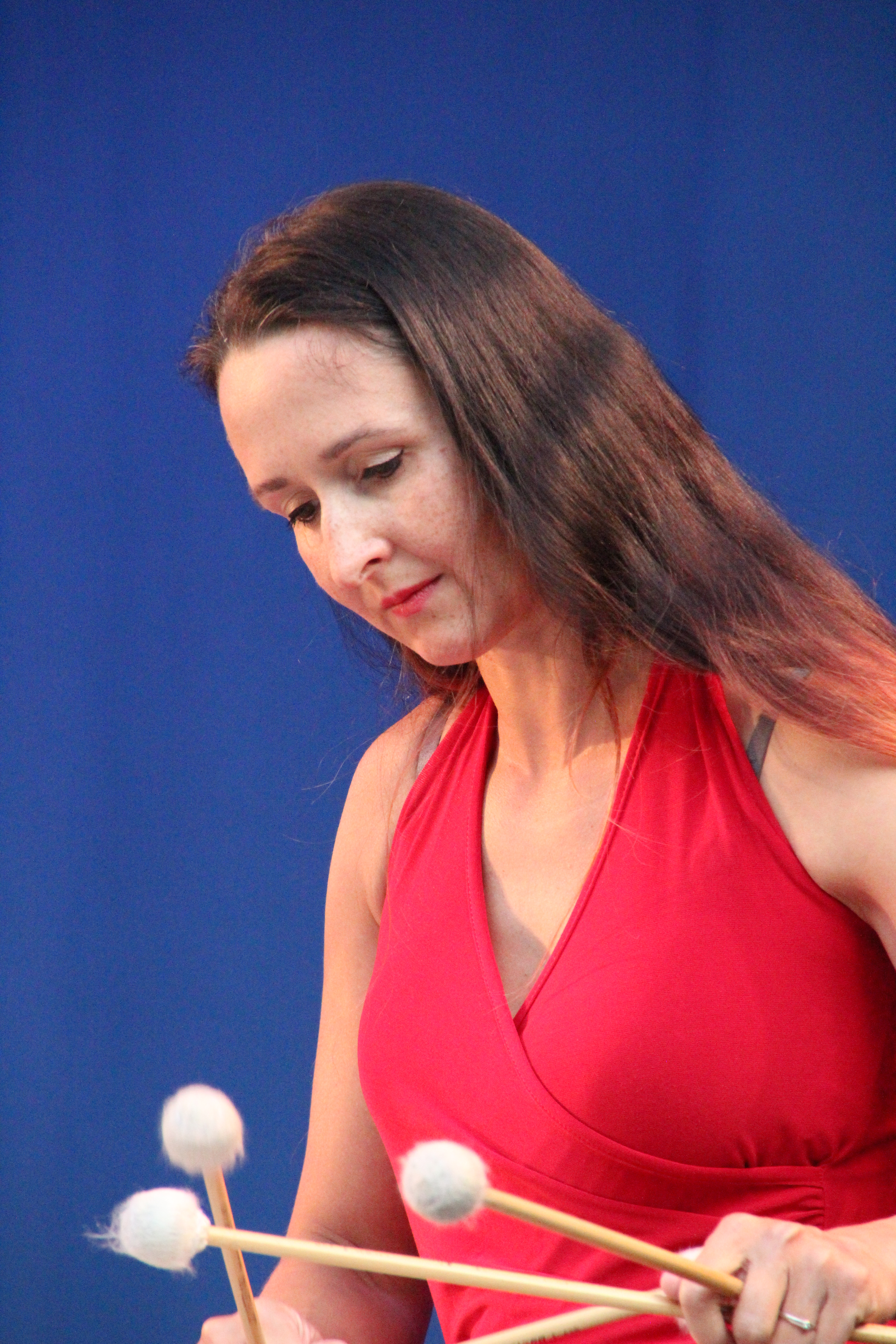
Izabella Effenberg, Frankfurt (2018)

- Cuéntame (Unit Records 2013, mit Efrat Alony, Florian Trübsbach, Norbert Emminger, Maja Taube, Markus Schieferdecker, Jens Düppe)[7]
- Sisters in Jazz (2016, mit Nicole Johänntgen, Naoko Sakata, Ellen Pettersen, Ellen Andrea Wang, Dorota Piotrowska)
- Iza (Unit Records 2017, mit Jochen Pfister und Pawel Czubatka)
- Crystal Silence: Music for Array Mbira (Unit Records 2019, mit Marcin Górny)[8]
- Impressions in Colours (Fine Music 2024, mit Yumi Ito, Norbert Emminger, Anton Mangold, Jochen Pfister, Radoslaw Szarek)[6]